# Ricky Veichtlbauer
Ricky Veichtlbauer (* 21. Jänner 1948 in Salzburg) ist eine ehemalige österreichische Politikerin (SPÖ). Sie war von 1982 bis 1984 Mitglied des Bundesrates und von 1984 bis 1994 Abgeordnete zum Salzburger Landtag.

## Ausbildung und Beruf
Veichtlbauer wurde in der Stadt Salzburg geboren und besuchte von 1954 bis 1958 die Volksschule in Salzburg-Itzling. Sie absolvierte danach von  1958 bis 1962 das Bundesrealgymnasium Salzburg und wechselte danach von 1962 bis 1964 an die Handelsschule in Salzburg. Nach dem Abschluss der Handelsschule arbeitete sie von 1964 bis  1965 als Mitarbeiterin im Büro des Soziallandesrates beim Amt der Salzburger Landesregierung, danach verbrachte sie die Zeit zwischen 1965 und 1966 mit einem Auslandsaufenthalt in England, wo sie „Certificate of Lower Cambridge“ erwarb. Die arbeitete nach ihrer Rückkehr von 1966 bis 1968 als Büroangestellte in der Buchhaltung  der Wohnbaugenossenschaft „Salzburg“ und war danach von 1968 bis 1969 als Mitarbeiterin im Pressereferat der Tauernkraftwerke AG beschäftigt. Danach war sie von 1969 bis 1984 als Hausfrau mit der Betreuung ihrer beiden Kinder beschäftigt und arbeitete daneben von 1972 bis 1984 Teilzeit als Teilzeitbeschäftigte oder in Heimarbeit für die Kammer für Arbeiter und Angestellte. 1994 wurde sie Geschäftsführerin der KOKO-GmbH (Kontakt- und Kommunikationszentrum für Kinder) in Salzburg, seit 2002 bietet sie auch freiberufliches Coaching  in der personenorientierte Beratung im beruflichen Kontext an. Zudem wurde sie 2004 Vortragende auf der Fachhochschule für Soziale Arbeit in Salzburg.

## Politik und Funktionen
Veichtlbauer trat 1966 der Sozialistischen Partei Österreichs bei und war von 1982 bis 1994 Landesvorsitzende der SPÖ-Frauen Salzburg. Sie war von 1982 bis 1994 Mitglied des Landesparteipräsidiums und von 1984 bis 1994 stellvertretende Landesparteivorsitzende der Salzburger SPÖ. Des Weiteren war sie Mitglied des SPÖ-Bundesparteivorstandes. Des Weiteren wirkte sie als stellvertretende Bundesfrauenvorsitzende, war von 1980 bis 1994 Landesobmann-Stellvertreterin der Salzburger Kinderfreunde und von 1980 bis 1984 Vorsitzende der SPÖ Sektion Lehen-Nord, womit sie die erste weibliche Vorsitzende im Land Salzburg war. Sie vertrat die SPÖ Salzburg vom 31. März 1982 bis zum 15. Mai 1984 im Bundesrat und war danach vom 16. Mai 1984 bis zum 1. Mai 1994 Abgeordnete zum Salzburger Landtag. Dort war sie von 1989 bis 1994 auch Klubvorsitzende des SPÖ-Landtagsklubs. Zudem war Veichtlbauer von 1983 bis 1990 Vorsitzende des Vereines „Heimhilfedienst“ sowie Mitglied des Familienpolitischen Beirates der Salzburger Landesregierung.